# Инглиш, Марла
Марла Инглиш (англ. Marla English), имя при рождении Марлейн Гейл Инглиш (англ.  Marleine Gaile English; 4 января 1935 года — 10 декабря 2012 года) — американская киноактриса 1950-х годов.
Свои наиболее заметные роли Инглиш сыграла в фильмах «Щит для убийства» (1954), «Пески пустыни» (1955), «Горизонт ада» (1955), «Три плохие сестры» (1956), «Странное приключение» (1956), «Плоть и шпора» (1956), «Существо из прошлого» (1956) и «Дочери-беглянки» (1956). Более всего она известна по ролям в фильмах ужасов «Она-чудовище» (1957) и «Женщина вуду» (1957).

## Ранние годы и начало карьеры
Марлейн Гейл Инглиш родилась 4 января 1935 (или 1934) года в Сан-Диего, она была единственным ребёнком в семье с английскими и итальянскими корнями. Именем Марла её стали звать друзья семьи, которые взяли её на воспитание после того, как её родная мать серьёзно заболела в 1939 году. В 12 лет Марла начала работать моделью-подростком, в течение нескольких лет подряд выигрывая местные конкурсы красоты. Во время учёбы на втором курсе колледжа она стала играть в театре «Глобус» в Сан-Диего. В 1951 году 16-летняя Марла Инглиш получила титул самой молодой «Самой прекрасной» на ежегодной ярмарке в Дель Мар. В 1952 году ей предложили контракт на Paramount Pictures, который она подписала сразу после окончания школы.

## Карьера в кинематографе и на телевидении
После подписания в 1952 году 7-летнего контракта с Инглиш студия Paramount организовала для начинающей актрисы курс интенсивного обучения на студии. Поначалу студия давала Инглиш эпизодические роли (без указания в титрах) в таких фильмах, как приключенческая комедия с Бобом Хоупом «Великая ночь Казановы» (1954), приключенческая мелодрама «Янки Паша» (1954) с Джеффом Чандлером и Рондой Флеминг, мелодрама «О миссис Лесли» (1954), музыкальная комедия «Прожигая жизнь» (1954) с Дином Мартином и Джерри Льюисом, а также психологический триллер Альфреда Хичкока «Окно во двор» (1954).
Через три года после начала карьеры Инглиш получила свой шанс подняться на звёздный уровень, когда была назначена на роль в паре со Спенсером Трейси в фильме «Гора», съёмки которого должны были проходить во французских Альпах. Перед самым отъездом в Европу на натурные съёмки, Инглиш заболела от вакцины против оспы, отказавшись от фильма, после чего Paramount заменил её на Барбару Дэрроу, а саму Инглиш отстранил от работы.
Независимый продюсер Обри Шенк взял Инглиш в аренду у Paramount, дав ей главную женскую роль в фильм нуар «Щит для убийства» (1954). Инглиш сыграла Пэтти Уинтерс, сексуальную продавщицу сигарет в ночном клубе, в которую влюбляется коррумпированный полицейский Барни Нолан (Эдмонд О’Брайен). Нолан собирается жениться на ней и купить для них дом в уютном спальном районе, чтобы уйти со службы и жить тихой комфортной жизнью. Когда Пэтти узнаёт о преступной деятельности Нолана, между ними возникает конфликт, в результате которого они расстаются. Современные критики высоко оценили актёрскую игру в фильме, в частности, Дэвид Хоган назвал «Марлу Инглиш поразительной».
В 1954 году Paramount разорвал с Инглиш контракт, после чего вместо эпизодических ролей она стала играть главные роли в независимых фильмах категории В. В приключенческой мелодраме независимой компании Bel-Air Productions «Пески пустыни» (1955) Инглиш сыграла главную женскую роль дочери арабского шейха, в которую влюбляется офицер Французского иностранного легиона (Ральф Микер). Современный историк кино Крейг Батлер назвал фильм «не выдающимся, но достаточно забавным», отметив среди прочих актёров и Инглиш, «взгляд которой просто испепеляет». В том же году Инглиш сыграла главную женскую роль в независимой военной мелодраме «Горизонты ада» (1955), где в роли прачки-кореянки она обслуживает экипаж американского бомбардировщика, становясь предметом любовного соперничества между командиром экипажа (Джон Айрленд) и одним из его молодых подчинённых.
В 1956 году вышло шесть фильмов с Инглиш в главных женских ролях. В мелодраме «Девушки-беглянки» (1956) она сыграла одну из трёх подруг-старшеклассниц, которые вместе сбегают из своих домов в Лос-Анджелес, однако после серии тяжёлых и опасных событий героиня Инглиш возвращается к родителям. Фильм нуар «Три плохие сестры» (1956) рассказывал о трёх сёстрах, которые вступают в смертельную борьбу за наследство своего отца-миллионера после его гибели в автокатастрофе. Как написал кинообозреватель А. Х. Вейлер в своей рецензии в «Нью-Йорк Таймс», в этой картине «брюнетка Марла Инглиш, вторая аморальная сестра-злодейка, красиво выглядит на экране в своём коротком наряде». Как в итоге заключил Вейлер, «несмотря на красоту и богатство трёх сестёр, из них образуется одна плохая картина». В фильме нуар Republic Picrures «Странное приключение» (1956) Инглиш выступила в роли роковой женщины, которая вовлекает автогонщика-любителя в ограбление инкассаторской машины. В том же году в вестерне компании American-International «Плоть и шпора» (1956) Инглиш сыграла индианку, которая помогает фермеру разыскать убийцу своего брата-близнеца.
По мнению многих историков кино, сегодня Инглиш более всего помнят по культовым фильмам ужаса студии American-Inrenational — «Существо из прошлого» (1956) с Честером Моррисом и «Женщина вуду» (1957) с Майком Коннорсом. В фильме «Существо из прошлого» (1956) Инглиш сыграла очаровательную ассистентку преступного гипнотизёра, которую тот с помощью гипноза превращает в её дальнего предка, доисторического морского монстра. В то время, как гипнотизёр и его промоутер используют монстра для обогащения, она постепенно овладевает способностью управлять своим состоянием. В своём последнем фильме «Женщина вуду» (1957) Инглиш сыграла роль красивой и безжалостной охотницы за сокровищами в африканских джунглях, которую безумный учёный (Том Конуэй) превращает в подконтрольную себе женщину с суперспособностями, однако в итоге она выходит из-под его контроля.
В 1956 году Инглиш также сыграла на телевидении в отдельных эпизодах таких сериалов, как «Шоу Боба Каммингса» (1956), «Шоу Джорджа Бёрнса и Грейси Аллен» (1956) и «Перекрёстки» (1956).

## Актёрское амплуа и оценка творчества
Как отметила журналист Кэролайн Диппинг, Инглиш была «красивой брюнеткой», которая после подписания контракта с Paramount Pictures в 1954 году сыграла эпизодические роли в нескольких картинах студии. По словам сына актрисы, «она должна была стать ответом Paramount на Элизабет Тейлор. Её звезда поднималась, и всё у неё складывалось хорошо, однако она ушла из кино, так как мечтала выйти замуж и иметь детей».
После ухода с Paramount в 1954 году, Инглиш стала играть главные роли в жанровых фильмах категории В, среди них «Щит для убийства» (1954), «Пески пустыни» (1955), «Горизонт ада» (1955), «Три плохие сестры» (1956), «Странное приключение» (1956), «Плоть и шпора» (1956), «Дочери-беглянки» (1956), «Существо из прошлого» (1956) и «Женщина вуду» (1957). /По мнению историка кино Харриса Лентца, «больше всего Инглиш известна по главным ролям в нескольких фильмах ужасов». Как сказал её сын, «она была прекрасной крикуньей».

## Личная жизнь
В 1956 году 22-летняя Инглиш вышла замуж за известного бизнесмена из Сан-Диего А. Пола Сазерленда, после чего прожила остаток жизни в кругу семьи. В браке с Сазерлендом у неё родилось четверо сыновей — Аллен П. (1957), Стивен А. (1961), Тимоти Дж. (1962) и Дэвид А. (1966). Инглиш также удочерила Энн, дочь Сазерленда от предыдущего брака.
В 1967 году Инглиш вместе с семьёй уехала из Сан-Диего ради более спокойной жизни вдали от журналистов и охотников за автографами. Прожив несколько лет на ранчо в северной Неваде, она поселилась с мужем в Аризоне, где занималась розовым садом и ухаживала за животными.

## Смерть
Марла Инглиш умерла 10 декабря 2012 года в Тусоне, Аризона, в возрасте 77 лет после четырёхлетней борьбы с раком. У неё осталась мать, муж А. Пол Сазерленд, дети Энн, Аллен, Стивен, Тим и Дэвид Сазерленды, восемь внуков и пять правнуков.

## Фильмография
| Год  |   | Русское название                  | Оригинальное название                  | Роль                                                     |
| ---- | - | --------------------------------- | -------------------------------------- | -------------------------------------------------------- |
| 1954 | ф | Великая ночь Казановы             | Casanova's Big Night                   | девушка на мосту (в титрах не указана)                   |
| 1954 | ф | Янки Паша                         | Yankee Pasha                           | девушка в гареме (в титрах не указана)                   |
| 1954 | ф | О миссис Лесли                    | About Mrs. Leslie                      | (в титрах не указана)                                    |
| 1954 | ф | Прожигая жизнь                    | Living It Up                           | маникюрша (в титрах не указана)                          |
| 1954 | ф | Окно во двор                      | Rear Window                            | девушка на вечеринке у композитора (в титрах не указана) |
| 1954 | ф | Щит для убийства                  | Shield for Murder                      | Пэтти Уинтерс                                            |
| 1955 | ф | Пески пустыни                     | Desert Sands                           | принцесса Зара                                           |
| 1955 | ф | Горизонт ада                      | Hell's Horizon                         | Сами                                                     |
| 1956 | ф | Странное приключение              | A Strange Adventure                    | Линн Новак                                               |
| 1956 | ф | Плоть и шпора                     | Flesh and the Spur                     | Дикая Ива                                                |
| 1956 | ф | Сбежавшие дочери                  | Runaway Daughters                      | Одри Бартон, она же Лола Маршалл                         |
| 1956 | ф | Существо из прошлого              | The She-Creature                       | Андреа Тэлбот / Элизабель Уэзерби                        |
| 1956 | ф | Три плохие сестры                 | Three Bad Sisters                      | Викки Крейг                                              |
| 1956 | с | Шоу Боба Каммингса                | The Bob Cummings Show                  | Мари де Карло (3 эпизода)                                |
| 1956 | с | Перекрёстки                       | Crossroads                             | Барбара Шерман (1 эпизод)                                |
| 1956 | с | Шоу Джорджа Бёрнса и Грейси Аллен | The George Burns and Gracie Allen Show | Мийя (1 эпизод)                                          |
| 1957 | ф | Женщина вуду                      | Voodoo Woman                           | Мэрилин Блэнчард                                         |